# Ramón Lugrís
Ramón Lugrís Pérez (Ferrol, 1932 — Ciudad Real, 2 de diciembre de 2015), fue un  periodista, traductor y ensayista español, del ámbito gallego.

## Biografía
Nació en Ferrol en una  familia republicana y corrió peligro por el golpe militar del 36 y gracias a contactos, salvaron la vida y se afianciaron en Galicia.  De 1957 a 1962 trabajó en Londres como corresponsal para la BBC y como traductor en las Naciones Unidas en Nueva York, Estados Unidos.
En 1969 instala en Madrid, y trabaja para la agencia oficial de noticias EFE. Más tarde se fue a Brasil, también como corresponsal. Cuando se retiró vivió entre Madrid, Londres y Ciudad Real.
Perteneció a la Real Academia Galega.
Falleció el 2 de diciembre de 2015 a los 83 años. 

### Vida privada
Estuvo casado con la traductora Miren Rahm, con quien se casó durante su estancia en Londres.

## Publicaciones
- 1963, Vicente Risco en la cultura gallega, Galaxia con prólogo de Ramón Piñeiro López.
- 2002, Nosotros, el pueblo de las Naciones Unidas.
- 2003, Homenaje a don Paco del Riego (obras colectiva)